# Lindavista, Guerrero
Lindavista är en ort i Mexiko.   Den ligger i kommunen Xochistlahuaca och delstaten Guerrero, i den sydöstra delen av landet, 300 km söder om huvudstaden Mexico City. Lindavista ligger 562 meter över havet och antalet invånare är 301.
Terrängen runt Lindavista är huvudsakligen kuperad, men norrut är den bergig. Runt Lindavista är det ganska glesbefolkat, med 50 invånare per kvadratkilometer. Närmaste större samhälle är Santa María Zacatepec, 18,0 km öster om Lindavista. Omgivningarna runt Lindavista är en mosaik av jordbruksmark och naturlig växtlighet.